# スティーヴン・C・ジョンソン (ニューヨーク州上院議員)
スティーヴン・C・ジョンソン（Stephen C. Johnson）は、アメリカ合衆国ニューヨーク州の法律家、政治家である。

## 経歴
彼はコネチカット州ウィンダム郡のトンプソンで誕生。父親はジョーサム・ジョンソン (Jotham Johnson)、母親はハンナ・クロスビー (Hannah Crosby) であった。1826年11月、彼はニューヨーク州デルハイに移り、法律を勉強した。彼は1827年から1833年まで兄であるデラウェア郡検事ノアダイア・ジョンソンとともに学び、後にニューヨーク州最高裁判所判事となるアマサ・ジュニアス・パーカーとも交流を持った。スティーヴンは1830年に弁護士登録を受けた。彼は1831年1月6日にメアリー・アン・スウィフト (Mary Ann Swift, 1808–1886) と結婚した。
彼は1844年から1847年までニューヨーク州上院の議員を務めた（民主党選出、第3選挙区）。彼は第67回、第68回、第69回、第70回のニューヨーク州議会に参加した。